# Damarchus montanus
Damarchus montanus là một loài nhện trong họ Nemesiidae.
Damarchus montanus được miêu tả năm 1890 bởi Thorell.